# 烏日霍羅德國際機場
烏日霍羅德國際機場（烏克蘭語：Міжнародний аеропорт «Ужгород»，羅馬化：Mizhnarodnyi aeroport "Uzhhorod"）是一座位於烏克蘭西部外喀爾巴阡州烏日霍羅德的機場。為全烏克蘭最大的機場之一，服務烏日霍羅德與鄰近城市。烏日霍羅德國際機場只有一座客運大樓。
機場的一百公尺外便是烏克蘭與斯洛伐克的邊界，飛機在此機場降落時需要在斯洛伐克上空經過。

## 航空公司與目的地
截至2011年3月29日，機場內並沒有任何定期航班。

## 外部連結
- 世界航空数据库中的UKLU机场数据，数据截止日期：2006年10月。來源：DAFIF.
- 在大圆制图人（Great Circle Mapper）上的UKLU机场信息 （来源：DAFIF 2006年10月生效）.
- NOAA/NWS上UKLU机场的即時天氣
- 烏日哥羅德國際機場於spotters.net.ua （页面存档备份，存于）